# Orlando Miguel
Orlando Miguel Rojas González (nacido el 18 de julio de 1969 en La Habana, Cuba) es un actor cubano-mexicano. Ha desarrollado su carrera principalmente en Colombia, Estados Unidos y México. Hizo su debut en televisión con el personaje de Osvaldo Larrea, en la telenovela de Carla Estrada Lazos de amor

## Filmografía

### Telenovelas
- Tierra de reyes (2014-2015) .... Jack Malkovick
- Salvador de mujeres (2010) .... Felipe
- La marca del deseo (2008) .... Alfredo Pardo
- Merlina, Mujer Divina (2006) .... Cristóbal Lacrosse
- Lorena (2005) .... Gerardo Ferrero
- Ángel de la guarda, mi dulce compañía (2003) .... Fernando
- La venganza (2002) .... Felipe Rangel
- Cómplices al rescate (2002) .... Pepe
- Carita de ángel (2000-2001) .... Emmanuel
- DKDA: Sueños de juventud (1999-2000) .... Jerónimo Gutierrez Rivera
- El niño que vino del mar (1999) .... Enrique Rodríguez Cáceres de Ribera
- Ángela (1998-1999) .... Pedro Solórzano Mateos
- Una luz en el camino (1998) .... Miguel
- Pueblo chico, infierno grande (1997) .... Palemón Morales
- Sentimientos ajenos (1996) .... Darío Mendiola
- Lazos de amor (1995-1996) .... Osvaldo Larrea

### Series de Televisión
- Como dice el dicho (2014)
- La Rosa de Guadalupe (2014)
- Tu voz estéreo (2011)
- Mujeres al límite (2010) .... Gerardo Morales
- Rosario Tijeras (2010) .... Mr.Robinson
- Terapia de pareja (2010)
- Tiempo final (2009) .... El Agente Rodríguez
- Decisiones (2006) .... Varios episodios
- Mujer, casos de la vida real (2001-2005) .... Varios episodios